# Спаэри
«Спаэри» (груз. საფეხბურთო კლუბი სპაერი) — грузинский профессиональный футбольный клуб из города Тбилиси, основанный в 2017 году. В настоящий момент выступает в Эровнули лиге 2.
Единственный (наряду с командой «Гагра») клуб второго по силе дивизиона, сумевший выиграть Кубок Грузии.

## История клуба
Команда была основана в 2017 году пятью сотрудниками Специальной службы государственной охраны. Клуб в основном состоял из сотрудников этой организации и первоначально участвовал в Тбилисской открытой лиге — в тот период 5-м (ныне 6-м) по силе, низшем дивизионе в системе лиг Грузии, прежде чем стать членом Региональной лиги.
«Спаэри» завершил сезон 2018 года на втором месте в турнирной таблице, получив право на участие во вновь созданной Лиге 4. Выиграв 21 матч из 27, клуб завоевал титул чемпиона Лиги 4 в 2019 году и автоматически перешел в Лигу 3. Команда улучшила свои показатели в 2021 году и, проведя без поражений 20 матчей в чемпионате, досрочно выиграла титул чемпиона Лиги 3 2021 года за шесть туров до конца сезона.
Дебют команды в третьем дивизионе был впечатляющим: «Спаэри» до последнего тура боролся за выход в плей-офф. В итоге клубу не хватило двух очков, чтобы занять третье место.
Поначалу выступление во втором дивизионе складывалось неудачно. Набрав всего одно очко в первых четырех матчах, «Спаэри» оказался в самом низу турнирной таблицы. Однако команда быстро восстановилась, продемонстрировала самую продолжительную беспроигрышную серию в сезоне и в итоге вышла в плей-офф, заняв 2-е место в чемпионате.
Нападающий команды Леван Папава стал лучшим бомбардиром лиги, забив 17 мячей в регулярном чемпионате. Он также оформил дубль в матче плей-офф против «Гагры», однако «Спаэри» по итогам матча проиграл в серии пенальти. Год спустя «Спаэри» также принял участие в плей-офф, но уступил «Телави».
В 2024 году «Спаэри» стал обладателем Кубка Грузии, обыграв в финале тбилисское «Динамо». Таким образом, клуб впервые в своей истории вышел в еврокубки, обеспечив себе место во втором отборочном раунде Лиги конференций УЕФА 2025/26.
Соперником стала венская «Аустрия», в двухматчевом противостоянии разгромившая грузинский клуб со счетом 0:7 (0:2 в Вене и 0:5 в Тбилиси).
В розыгрыше Суперкубка Грузии команда одержала победу над кутаисским «Торпедо» и дошла до финала турнира, где потерпела поражение от «Дилы» из Гори.

## Достижения
- Кубок Грузии
  - Обладатель: 2024